# 레오노르 (나바라)
레오노르 1세 아 나파로아코아(바스크어: Leonor I.a Nafarroakoa) 혹은 알리오노르 다라곤 왕녀(아라곤어: Alionor)는 나바라 왕국과 아라곤 왕국, 시칠리아 왕국의 공주이며 후에 푸아 백작 부인, 베아른 자작 부인, 나바라 여왕이 되었다.

## 생애
레오노르의 부친은 발라게르의 영주 추안(아라곤 왕국의 왕 페란도 1세의 아들)이며 모친은 나바라 왕국의 여왕 수리아 1세이다. 추안은 수리아 여왕과 혼인하여 나바라의 명예왕이 되어 호아네스 2세로 불렸다.
레오노르는 장 1세 드 푸아 백작 겸 베아른 자작의 아들 가스통 드 푸아그레일리와 1434년에 약혼하였고 2년뒤인 1436년에 결혼하였다.
후에 모친 수리아 여왕 사후 부친 호아네스는 레오노르의 오빠 카를로스 아 비아나 공을 나바라 부왕으로 임명하여 그의 왕위를 찬탈하였다. 이로 인해 나바라 내전이 일어나고 내전의 영향으로 비아나 공은 나바라의 왕위계승권을 박탈당하고 부친 호아네스는 레오노르가 오빠 비아나 공의 권리를 대신하게하여 나바라 왕국의 섭정으로 임명하였다.
나바라의 일부 귀족은 비아나 공과 수리아 1세의 딸 수리아 공주(레오노르의 언니)를 차례로 나바라의 적법한 왕, 여왕으로 추대했지만 허사였다.
비아나 공은 내전에서 패해 아라곤 왕국의 왕이자 부친 호아네스의 형 알리폰소 5세(비아나 공, 수리아, 레오노르 남매의 백부)에게 나바라 왕위계승권 회복에 대해 중재를 부탁했으나 알리폰소는 얼마안되어 사망하였고 중재는 수포로 돌아가게된다. 알리폰소의 나폴리 왕국의 왕위(알리폰소의 사생아 페란도에게 수여됨)를 제외한 모든 왕위는 부친 호아네스에게 돌아가 아라곤 연합왕국의 왕 추안 2세로 불리게 된다. 부친 추안이 아라곤왕으로 등극한 이후에도 비아나 공은 포기하지 않고 카탈루냐에서 반란을 일으키다 결국 구금되고 이듬해에 독살(추정)당한다.
비아나 공이 살해당한 후 나바라의 일부 귀족은 아스투리아스 공(카스티야 왕국의 왕세자) 엔리케에게 이혼당한 수리아 공주를 나바라의 적법한 여왕으로 추대하여 내전을 일으키지만 또 다시 실패하여 수리아마저 구금 및 독살당하고만다.
오빠와 언니를 내전으로 잃은 레오노르는 남편 푸아 백작 가스통 4세와 함께 부친 추안에 반기를 들어 나바라 왕국의 섭정 지위를 잃었으나 후에 부친 추안에게 나바라 왕국의 통치권을 인정받았으며 부친 사후 나바라 영지를 분지받게 된다. (부친의 나머지 작위는 이복동생 시칠리아 왕국의 왕 피르디난누 2세에게 넘어가게 된다.)
하지만 레오노르는 왕위에 오른지 2주만에 사망하였고 레오노르 여왕과 가스통 백작의 장남 비아나 공 가스톤(가스통)은 1470년에 이미 요절하여 비아나 공과 그의 부인 프랑스 공주 마들렌 사이에 낳은 아들 즉, 레오노르의 적손 프란치스코가 나바라의 왕위를 이었다.